# Prostoia completa
Prostoia completa är en bäcksländeart som först beskrevs av Walker 1852.  Prostoia completa ingår i släktet Prostoia och familjen kryssbäcksländor. Inga underarter finns listade i Catalogue of Life.

## Bildgalleri

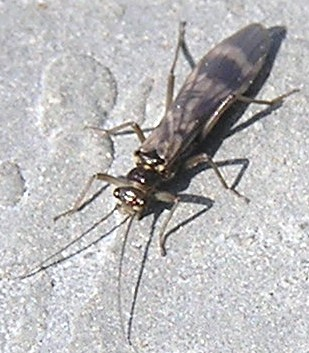